# 俄罗斯私有化
俄羅斯的私有化描述了一系列導致俄羅斯國有資產大規模私有化的後蘇聯改革，特別是在工業、能源和金融領域。大多數私有化發生在蘇聯解體後的1990年代初期和中期，這一時期鲍里斯·叶利钦擔任俄羅斯總統。
在整個蘇聯時代，企業和財產的私有製基本上仍然是非法的，蘇聯共產主義強調國家控制除人的勞動以外的所有生產資料。蘇聯時期國有企業的數量大約為45,000家。
在蘇聯末期，米哈伊尔·戈尔巴乔夫放鬆了對私有財產的限制，並推行初步市場改革。私有化使俄羅斯從蘇聯的計劃經濟轉向市場經濟，導致國內生產總值急劇上升，經濟危機得到緩解。
私有化促使大量財富轉移給一小撮商業寡頭和新俄羅斯人，特別是天然氣和石油的高管。這種經濟轉型被描述為「經濟改革災難」 （катастройка，為俄語「災難（катастрофа）」和「經濟改革（ перестройка）」兩個詞匯的組合）和「歷史上工業化國家在和平時期最具災難性的經濟崩潰」。
包括俄羅斯國防工業在內的一些「戰略型」資產在1990年代並未私有化。這個時代的大規模私有化在俄羅斯社會仍然是一個極具爭議的問題，許多俄羅斯人呼籲調整或回退到改革前。